# 牛津大學李納克爾學院
李納克爾學院（Linacre College）是英國牛津大學的一個學院，只接受研究生。其名稱是爲了紀念皇家醫師學院創始人、牛津校友托马斯·林纳克（1460-1524）。
李納克爾學院約有400名研究生，所涉領域極為廣泛。而其中大部份都並不是英國本土學生，該學院是第一個承認男女學習基礎平等的牛津學院。是牛津第一個符合國際公平貿易標籤組織要求的學院。
位於牛津圣十字路，與南公園路相連，靠近大學公園，對面是廷伯根大樓。

## 歷史
從最初建立的1962年8月1日至1965年，李納克爾學院稱為“Linacre House”，是牛津繼納菲爾德學院和聖安東尼學院之後第三個只接受研究生的學院。是英國第一所所有科目都對男女兩性開放的研究生教育機構。
其首任院長（Principal）是約翰·班堡，他將這所學院的創辦描述為“一個經過深思熟慮的，關於新型社會是否需要研究生的實驗”。 最初的位置在阿爾達特街。最初115個學生中只有30人是英國人。最早的高級成員有以赛亚·伯林、多萝西·霍奇金和约翰·希克斯。
1977年，學院搬至現址，此地原先有一個私人居所、一個耶穌聖嬰協會女修道院和一個其他學院的學生宿舍。 1986年8月1日接受皇家憲章成為正式學院。
1988年有了自己的盾徽紋飾。

## 建築

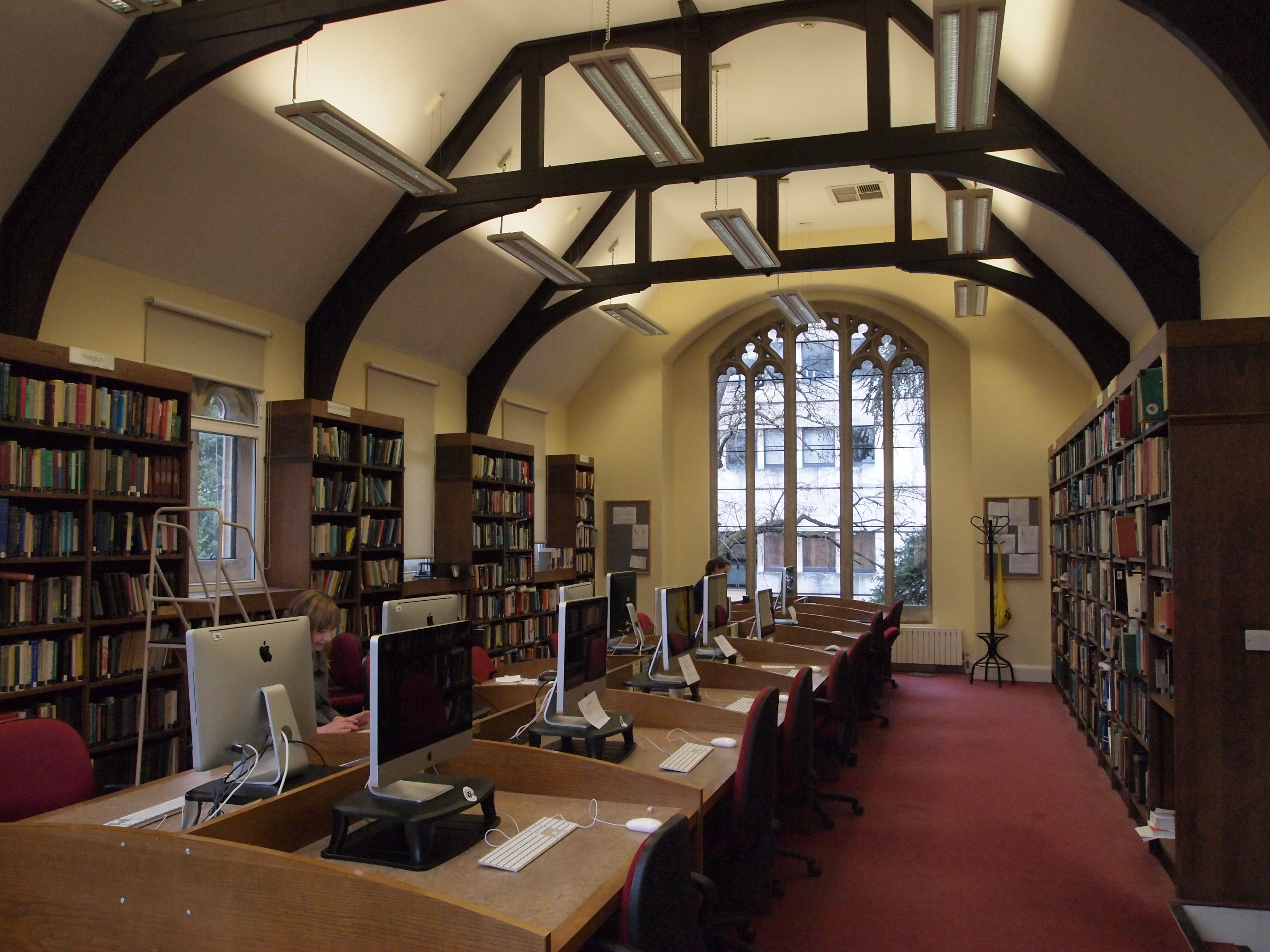
學院圖書館

學院主建築位於南公園路和圣十字路交叉處，除去1886年的建築外，此地有新建了三座新的安妮女王式建築宿舍，使用“李納克爾學院特製混合磚”（Linacre College Special Blend Brick）。 三座宿舍的名稱分別是Bamborough、Abraham和Griffiths，分別完工於1986年、1995年和2008年。
此外，在遠離主建築的地方，該學院也有別的地產，加上租到的房屋，可額外提供79套住房。

## 李納克爾講座
學院每年都會舉辦面向非學院成員的李納克爾講座，第一代講師包括布里安·阿爾迪斯、羅伯特·格雷福斯和以賽亞·柏林。 現在的講座主題主要集中的環境挑戰上。

## 外部連結
- Official website （页面存档备份，存于）
- Common room website （页面存档备份，存于）
- Virtual Tour of Linacre College （页面存档备份，存于） (slightly out of date due to new building)